# Rosetta Cattaneo
Rosetta Cattaneo (ur. 14 lutego 1919, zm. w 1988) – włoska lekkoatletka, sprinterka, medalistka mistrzostw Europy z 1938.
Zdobyła brązowy medal w sztafecie 4 × 100 metrów (w składzie: Maria Alfero, Maria Apollonio, Cattaneo i Italia Lucchini) na mistrzostwach Europy w 1938 w Wiedniu.
Była mistrzynią Włoch w biegu na 200 metrów w 1939, 1940, 1942 i 1943 oraz w sztafecie 4 × 100 metrów w 1941.
Ustanowiła rekordy Włoch w biegu na 200 metrów czasem 25,3 s uzyskanym 28 lipca 1940 w Parmie oraz w sztafecie 4 × 100 metrów czasem 48,3 s osiągniętym 13 sierpnia 1939 w Dreźnie.
Rekord życiowy Cattaneo w biegu na 100 metrów wynosił 12,2 s (ustanowiony 16 lipca 1939 w Mediolanie), a w biegu na 200 metrów 25,3 s (28 lipca 1940 w Parmie).